# 26 december
26 december är den 360:e dagen på året i den gregorianska kalendern (361:a under skottår). Det återstår 5 dagar av året.

## Återkommande bemärkelsedagar

### Helgdagar
- Annandag jul
- Första dagen av Kwanzaa

## Namnsdagar

### I den svenska almanackan
- Nuvarande – Stefan och Staffan.
- Föregående i bokstavsordning
  - Staffan – Namnet förekom under 1700-talet på 3 augusti, men utgick sedan. 1986 infördes det på dagens datum och har funnits där sedan dess.
  - Stefan – Namnet förekom före 1901 både på 2 augusti och 3 augusti, men framförallt, till minne av en av de första kristna martyrerna, på dagens datum, där det har funnits sedan före 1901.
  - Stefanie – Namnet infördes på dagens datum 1986, men utgick 1993.
- Föregående i kronologisk ordning
  - Före 1901 – Stefan
  - 1901–1985 – Stefan
  - 1986–1992 – Stefan, Staffan och Stefanie
  - 1993–2000 – Stefan och Staffan
  - Från 2001 – Stefan och Staffan
- Källor
  - Brylla, Eva (red.). Namnlängdsboken. Gjøvik: Norstedts ordbok, 2000 ISBN 91-7227-204-X
  - af Klintberg, Bengt. Namnen i almanackan. Gjøvik: Norstedts ordbok, 2001 ISBN 91-7227-292-9

### Finlandssvenska almanackan
- Nuvarande från 2020[1] – Stefan, Staffan, Stephanie
- I föregående revideringar[a][2]
  - 1929–1949 – Stefanidag
  - 1950–2019 – Stefan, Staffan

### Katolska kyrkan
- Helgondag för sankt Zosimus

## Händelser
- 1566 – Furstendömet Livland blir Hertigdömet Livland.[3]
- 1888 – Julmötet 1888 hålls på Färöarna.
- 1925 – Sigurd Lewerentz inviger Uppståndelsekapellet, en byggnad i Skogskyrkogården i Gamla Enskede inom Stockholms kommun.
- 1965 – Filmen Att angöra en brygga av AB Svenska Ord (Hasse och Tage), har premiär.
- 1966 – Per Oscarsson klär av sig i Hylands hörna (tv) och orsakar uppståndelse.
- 1984 – Premiär för den tecknade tv-serien Magister Flykt.
- 1991 – Sovjetunionens högsta sovjet upplöser sig själv, efter att först ha bekräftat beslutet av delstaterna att upplösa Sovjetunionen.
- 2004 – En jordbävning i Indiska oceanen leder till väldiga tsunamivågor som kräver cirka 300 000 liv.

## Födda
- 1196 – Frederick II, kejsare över det tysk-romerska riket
- 1532 – Wilhelm Xylander, tysk humanist
- 1607 – Mathias Biörenclou, svensk politiker
- 1698 – Filippo della Valle, italiensk skulptör
- 1716 – Thomas Gray, brittisk poet
- 1742 – Ignaz von Born, tysk mineralog och författare
- 1751 – Klemens Maria Hofbauer, redemptoristmissionär
- 1780 – Mary Somerville, skotsk författare
- 1791 – Charles Babbage, engelsk matematiker och uppfinnare av datamaskiner
- 1812 – Wilhelm Volckmar, tysk organist och tonsättare
- 1816 – John McClannahan Crockett, amerikansk politiker
- 1828 – Carl Eric Carlsson, svensk kommunalordförande, godsägare och riksdagsledamot
- 1837 – George Dewey, amerikansk amiral
- 1872 – Norman Angell, brittisk författare och parlamentsledamot, mottagare av Nobels fredspris 1933
- 1879 – Christie Benet, amerikansk demokratisk politiker, senator (South Carolina) 1918
- 1880
  - Albert Sézary, fransk dermatolog
  - Gösta Sjöberg, svensk journalist, tidningsman, författare och manusförfattare
- 1859 – William Stephens, amerikansk politiker
- 1863 – Charles Pathé, fransk filmproducent
- 1884 – John W. Brunius, svensk skådespelare, manusförfattare och filmregissör
- 1888 – Nils Whiten, svensk inspicient, regiassistent, skådespelare
- 1891 – Henry Miller, amerikansk författare
- 1893 – Mao Zedong (Mao Tse-tung), kinesisk politiker och diktator
- 1903 – Heinz Reinefarth, tysk SS-general
- 1905 – Inga Hodell, svensk skådespelare
- 1907 – Albert Gore, amerikansk demokratisk politiker
- 1908 – Lizzy Stein, svensk skådespelare och sångare
- 1912 – Richard L. Neuberger, amerikansk demokratisk politiker och journalist, senator (Oregon)
- 1914 – Richard Widmark, amerikansk skådespelare
- 1915 – Rolf Botvid, svensk skådespelare och manusförfattare
- 1920
  - Mary Rapp, svensk skådespelare
  - Eva Stiberg, svensk skådespelare
- 1921 – Steve Allen, amerikansk skådespelare, komiker, kompositör och författare
- 1926 – Gina Pellón, kubansk målare
- 1934 – Richard Swinburne, brittisk filosof
- 1935
  - Ena Carlborg, svensk skådespelare och dramapedagog
  - Caj Selling, svensk balettdansör
  - Gnassingbé Eyadéma, före detta president i Togo
- 1937
  - Walter Norman, svensk skådespelare
  - Christina Schollin, svensk skådespelare
- 1938
  - Eberhard Gwinner, tysk ornitolog
  - Jan Rydh, svensk bankman och landshövding i Västmanlands län
- 1939 – Phil Spector, amerikansk skivproducent
- 1940 – Sören Gyll, svensk företagsledare
- 1944 – Jane Lapotaire, brittisk skådespelare
- 1949
  - José Ramos-Horta, Östtimors president, mottagare av Nobels fredspris 1996
  - Ira Newborn, amerikansk kompositör
- 1953 – Toomas Hendrik Ilves, estnisk politiker, president 2006-2016
- 1954 – Ozzie Smith, baseballspelare, medlem i Baseball Hall of Fame
- 1963 – Lars Ulrich, amerikansk musiker, trummis i Metallica
- 1964 – Karl-Petter Thorwaldsson, fackföreningsledare, LO:s ordförande 2012-2020
- 1971 – Alexandra Rapaport, svensk skådespelare
- 1973 – Melissa Mills, australisk vattenpolospelare
- 1974 – Linda Haglund, svensk bowlare
- 1975 – Marcelo Ríos, chilensk tennisspelare
- 1988 – Manuela Canetti, brasiliansk vattenpolospelare
- 1990 – Aaron Ramsey, walesisk fotbollsspelare som spelar för Arsenal FC
- 1990 – Andy Biersack, sångare i amerikanska rockbandet Black Veil Brides
- 2001 – Charlize Andrews, australisk vattenpolospelare

## Avlidna
- 268 – Dionysius, påve
- 418 – Zosimus, påve
- 1302 – Valdemar Birgersson, kung av Sverige
- 1515 – Afonso de Albuquerque, portugisisk sjöfarare och amiral
- 1574 – Charles de Lorraine de Guise, 50, kardinal av Lorraine, fransk prelat och statsman
- 1624 – Simon Marius, 51, tysk astronom
- 1668 – Kristina Posse, 38, svensk adelsdam
- 1771 – Claude-Adrien Helvétius, 56, fransk filosof
- 1797 – John Wilkes, 72, brittisk publicist och politiker
- 1800 – John Patten, 54, amerikansk politiker
- 1811
  - George William Smith, amerikansk politiker, guvernör i Virginia 1811
  - Abraham B. Venable, 53, amerikansk politiker, senator (Virginia)
- 1814 – Nicolas-François Guillard, 62, fransk librettist
- 1832 – Jacob Tengström, 77, ärkebiskop i Åbo ärkestift inom Evangelisk-lutherska kyrkan i Finland
- 1849 – Samuel Johan Hedborn, 66, svensk präst och psalmförfattare
- 1886 – Nils Herman Quiding, 78, svensk jurist, journalist, författare och politisk tänkare
- 1890 – Heinrich Schliemann, 68, tysk arkeolog
- 1891 – Fabian Reuterskiöld, 87, svensk arméofficer och krigsminister
- 1903 – Giuseppe Zanardelli, 77, italiensk politiker
- 1928 – Carl Olsson, 65, svensk lantbrukare och politiker (liberal)
- 1950 – John W. Harreld, 78, amerikansk republikansk politiker, senator (Oklahoma)
- 1956 – Preston Tucker, 53, amerikansk företagare och bildesigner
- 1958 – Thomas F. Ford, 85, amerikansk demokratisk politiker
- 1969 – Brita Öberg, 69, svensk skådespelare
- 1970 – Lillian Board, 22, brittisk friidrottare
- 1972 – Harry S. Truman, 88, amerikansk politiker, USA:s vicepresident 1945, president
- 1973
  - Ilmari Salomies, 80, ärkebiskop i Åbo ärkestift inom Evangelisk-lutherska kyrkan i Finland
  - Herbert Tingsten, 77, svensk professor och chefredaktör på Dagens Nyheter
- 1974 – Jack Benny, 80, amerikansk komiker
- 1976 – Philip Hart, 64, amerikansk demokratisk politiker, senator (Michigan)
- 1977 – Howard Hawks, 81, amerikansk filmregissör
- 1978 – Ragnar Casparsson, 85, svensk författare, journalist och landshövding i Västmanlands län
- 1984 – Gösta Jonsson, 79, svensk dragspelare, saxofonist, kapellmästare, sångare och skådespelare
- 1985 – Dian Fossey, 53, amerikansk etolog och primatolog
- 1986 – Elsa Lanchester, 84, brittisk skådespelare
- 1989
  - Lennox Berkeley, 86, brittisk kompositör
  - Jörgen Lehmann, 91, dansk-svensk kemist
- 1992 – John Kemeny, 66, ungersk-amerikansk matematiker och programmerare
- 1996 – Olle Tandberg, 78, svensk boxare
- 1998 – Helge Brilioth, 67, svensk operasångare
- 2001 – Nigel Hawthorne, 72, brittisk skådespelare
- 2002 – Åke Lindström, 74, svensk skådespelare och regissör
- 2004
  - Charles Biederman, 98, amerikansk konstnär
  - Kristina Fröjmark, svensk dokusåpadeltagare
  - Otto Rydbeck, 59, svensk advokat
  - Mieszko Talarczyk, 30, svensk sångare i rockbandet Nasum
- 2006
  - Gerald Ford, 93, amerikansk politiker, USA:s vicepresident, president
  - Ivar Formo, 55, norsk längdåkare
- 2008 – Gösta Krantz, 83, svensk skådespelare
- 2009
  - Yves Rocher, 79, fransk kosmetikaikon
  - Jacques Sylla, 63, madagaskisk politiker, premiärminister
- 2010
  - Salvador Jorge Blanco, 84, Dominikanska republikens president
  - Kerstin Palo, 78, svensk skådespelare
- 2011
  - Pedro Armendáriz Jr., 71, mexikansk skådespelare, son till Pedro Armendáriz
  - Jonny Blanc, 72, svensk operasångare (tenor), operachef
  - Ola Ericson, 91, svensk serietecknare
- 2012 – Fontella Bass, 72, amerikansk soulsångare
- 2014
  - Leo Tindemans, 92, belgisk politiker, premiärminister
  - James B. Edwards, 87, amerikansk republikansk politiker, guvernör i South Carolina och energiminister
  - Stanisław Barańczak, 68, polsk poet och översättare
- 2015 – Sten Wickbom, 84, svensk socialdemokratisk politiker, Sveriges justitieminister
- 2018
  - Roy J. Glauber, 93, amerikansk fysiker, mottagare av Nobelpriset i fysik 2005
  - John Culver, 86, amerikansk demokratisk politiker, senator för Iowa
- 2019 – Sue Lyon, 73, amerikansk skådespelare
- 2021 – Desmond Tutu, 90, sydafrikansk kyrkoledare och ärkebiskop, mottagare av Nobels fredspris 1984
- 2022 – Lasse Lönndahl, 94, svensk sångare och skådespelare